# Trophithauma fulvum
Trophithauma fulvum är en tvåvingeart som beskrevs av Goto 1984. Trophithauma fulvum ingår i släktet Trophithauma och familjen puckelflugor. Inga underarter finns listade i Catalogue of Life.